# Occidryas cooperi
Occidryas cooperi är en fjärilsart som beskrevs av Hans Hermann Behr 1863. Occidryas cooperi ingår i släktet Occidryas och familjen praktfjärilar. Inga underarter finns listade i Catalogue of Life.